# La Beslière
La Beslière is een plaats en voormalige gemeente in het Franse departement Manche in de regio Normandië en telt 163 inwoners (2013).
De plaats maakt deel uit van het arrondissement Avranches en sinds 1 januari 1973 van de gemeente Folligny.